# دلیانا میولنکمپ
دلیانا میولنکمپ (به انگلیسی: Deliana Meulenkamp) شناگر (زادهٔ	۳ ژوئیهٔ ۱۹۳۵ - درگذشه 	۱۳ مارس ۲۰۱۳) اهل کشور ایالات متحده آمریکا است.